# Trumfo

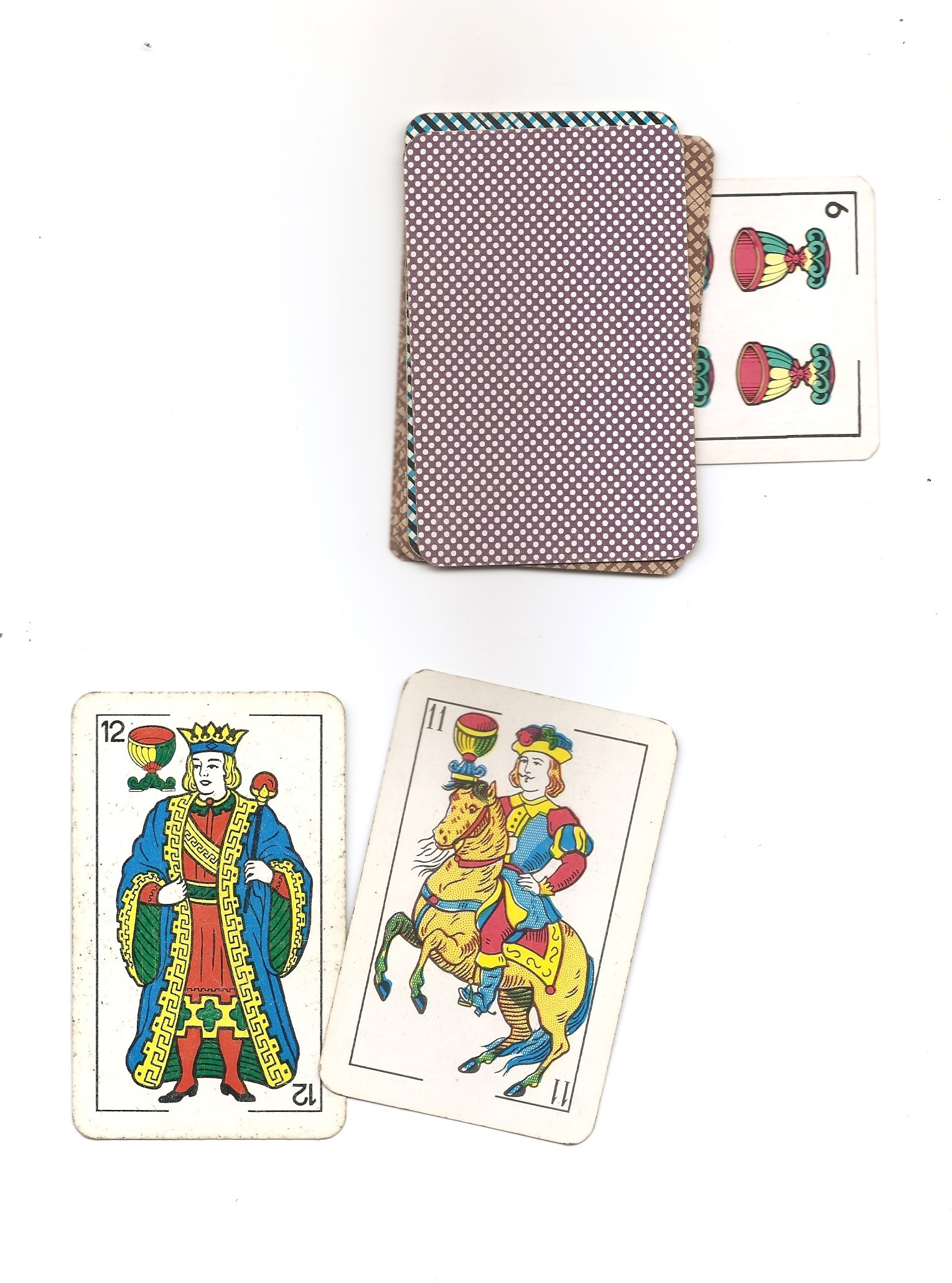
Moment del joc de la brisca en el que les copes són trumfo (guanyen).

Trumfo o atot és el pal que, en determinats jocs de naips, supera els altres donant-li un valor més gran. També s'anomena així cadascuna de les cartes d'aquest coll.

## Jocs per bases
Es denominen jocs per bases, aquells en quals la mecànica consisteix en el fet que cada participant ha de jugar una carta, per torn. L'elecció pot estar limitada per certes regles establertes, que defineixen en quins casos té l'obligació d'assistir: "jugar una carta del coll de sortida", muntar: "superar el valor de la carta de sortida, jugant una carta del coll del trumfo" o trepitjar: "jugar una carta del coll del trumfo superior a la ja jugada". Quan tots ho han fet, les normes de cada joc determinen el guanyador d'aquesta basa i els seus efectes.